# 琳達·伯尼
琳达·琼·伯尼（英語：Linda Jean Burney；1957年4月25日—）是澳大利亚政治人物，是澳大利亚众议院的澳大利亚工党成员，自2016年联邦大选以来一直代表選區巴顿。現時，她是阿爾巴尼斯內閣中的澳洲原住民部長。
从2003年到2016年，伯尼為新南威爾士州立法會議员，並代表坎特伯里選區。她是新南威爾士州反对党的副领袖，也是教育部和原住民部的影子部长。在前新南威爾士州州長克里斯蒂娜·基尼利的班子中，她是新南威爾士州計畫部长和社区服务部长。在2008年和2009年期间，伯妮是工党的全国主席。
伯尼於2003年成為第一位在新南威爾士州議會任職的原住民，也於2016年當選成為第一位澳大利亞眾議院議員的原住民女性。工黨於2022年大选中勝出後，伯尼被任命澳洲原住民部部长。